# Аніса Махлуф
Аніса Махлуф (араб. أنيسة مخلوف) — двоюрідна сестра та дружина Хафеза аль-Асада, президента Сирії та засновника правлячої династії Асадів. Була першою леді Сирії з 1971 по 2000 рік. Мати останнього президента з династії Асадів — Башара аль-Асада.

## Життєпис
Аніса Махлуф народилася 1930 року у впливовій родині з провінції Латакія. Вона була донькою Ахмеда Махлуфа та Саади Сулейман аль-Асад, тітки Хафеза аль-Асада.
1957 року вийшла заміж за офіцера Сирійських Арабських ВПС Хафеза аль-Асада. У них народилося п'ятеро дітей: Бушра (1960), Басіль аль-Асад (1962—1994), Башар аль-Асад (1965), Мадж аль-Асад (1966—2009), і Магер аль-Асад (1968). Її шлюб із Хафезом підвищив статус і багатство родини Махлуф. Як повідомляє CNN, родичі Аніси були винагороджені вигідними контрактами у банківському, нафтовому та телекомунікаційному секторах країни. Один з її племінників, Рамі Махлуф ймовірно став найбагатшою людиною у Сирії, маючи чистий прибуток у 5 млрд доларів США (станом на 2012 рік). Після смерті сина Басіля у 1994 році, Махлуф просувала Магера аль-Асада, молодшого сина і сирійського генерала, як можливого спадкоємця свого чоловіка. Однак натомість із Лондона повернувся Башар, який вступив до збройних сил та став наступником свого батька на посаді президента Сирії у 2000 році.
У 2012 році проти Аніси Махлуф та інших членів родини Асадів Європейський Союз ввів санкції на тлі громадянської війни в країні. Санкції ЄС включали заборону на поїздки та заморожування активів. До заборони на поїздки Махлуф, як повідомляється, часто їздила до Німеччини для лікування.
6 лютого 2016 року Аніса Махлуф померла в Дамаску.